# Jorge Humberto De Belaustegui
Jorge Humberto de Belaustegui (* 11. April 1951) ist ein ehemaliger argentinischer Diplomat.

## Leben
Jorge Humberto De Belaustegui ist der Sohn von Mercedes Lía Martin Sastre de de Belaustegui. Er heiratete Carmen Saadi Herrera die Schwester von Efrain Julio Saadi Herrera, von 13. Oktober 1989 bis 16. Oktober 1992 Director del Yacimientos Mineros Agua de Dionisio.
1972 studierte er an der Pontificia Universidad Católica Argentina Santa María de los Buenos Aires Ingenieurwissenschaft.
1984 wurde er vom Sistema Nacional de Información en Ciencias Agropequarias (SNICA) beschäftigt. 1985 war er bei der Banco de la Provincia de Catamarca beschäftigt und leitete die Asociación de Bancos Públicos y Privados de la República Argentina.
Von 1987 bis 1989 war er Botschafter in Tegucigalpa. Von 1990 bis 1994 war er Botschafter in Kairo. Unter seiner Ägide verkaufte INVAP den Experimental Training Research Reactor-2, (ETTR-2) mit 22 Mega Watt (Einheit) Leistung als Ersatz für den, von Atomstroiexport 1958 bei Inshas erstellten Experimental Training Research Reactor-1. (ETRR-1) 2 MW Leichtwasserreaktor.
Von 1994 bis 2003 war er Botschafter in Athen.
Von 2004 bis 2012 koordinierte er die Finanzierung des Proyecto de Transporte Urbano de Buenos Aires an dem auch die Weltbank beteiligt war.
| Vorgänger                | Amt                                                     | Nachfolger            |
| ------------------------ | ------------------------------------------------------- | --------------------- |
| Héctor Sainz Ballesteros | argentinischer Botschafter in Tegucigalpa 1987 bis 1989 | Alberto Brito Lima    |
| Carlos Enrique Yeregui   | argentinischer Botschafter in Kairo 1990 bis 1994       | Osvaldo Pascual       |
| Francisco Bullrich       | argentinischer Botschafter in Athen 1994 bis 2003       | Raúl Alberto Ricardes |